# Georges P. J. Serlez
Georges P. J. Serlez, belgijski general, * 27. marec 1888, Kortrijk, Belgija, † 19. marec 1978, Bruselj, Belgija.